# 9203 Myrtus
9203 Myrtus (1993 TM16) là một tiểu hành tinh vành đai chính được phát hiện ngày 9 tháng 10 năm 1993 bởi E. W. Elst ở Đài thiên văn Nam Âu.